# Luca Carlevarijs

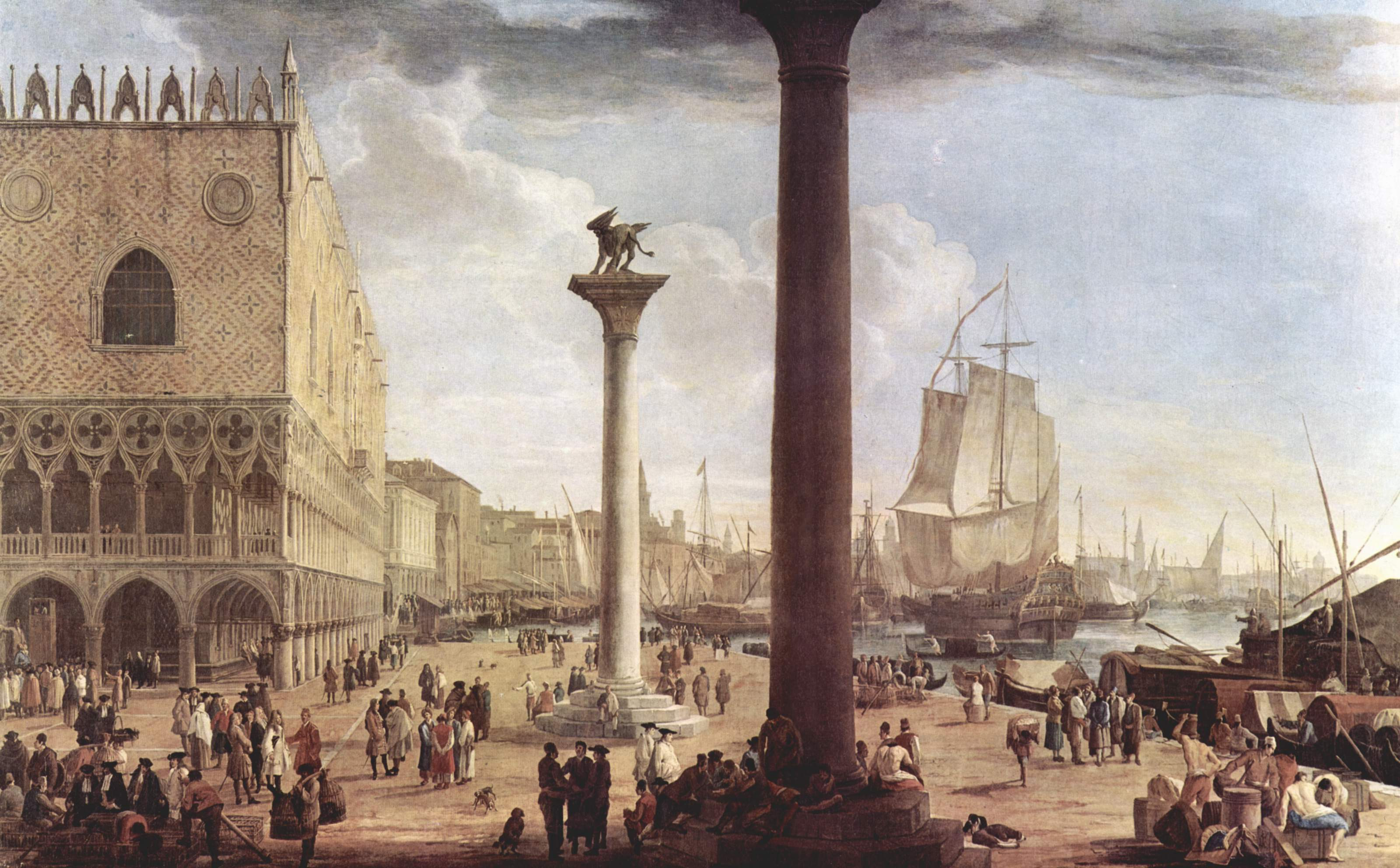
Riva degli Schiavoni i Venedig.

Luca Carlevarijs (eller Carlevaris) med tillnamnet Casanobrio, född den 20 januari 1663 i Udine, död den 12 februari 1730 i Venedig, var en italiensk konstnär, lärare åt svensken Johan Richter.
Carlevarijs fick sin utbildning i Rom, men var sedan verksam i Venedig, där han målade utsikter av staden och lagunerna samt kustbilder, och blev på så vis en förelöpare till sin berömde lärjunge Canaletto. 
Visserligen kan hans tavlor i jämförelse med efterföljarens verka hårda och brokiga, men det oaktat torde hans bilder, som uppfattar naturen friskt och i perspektiviskt hänseende är förträffliga, kunna anses såsom vägbrytande. 